# Agathe Riedinger
Agathe Riedinger est une réalisatrice et scénariste française (née en 1985).
Son premier long métrage, Diamant brut  (2024), était en compétition officielle au 77e Festival de Cannes.

## Biographie et carrière
Agathe Riedinger étudie à l'École nationale supérieure des arts décoratifs (ENSAD) à Paris. Initialement attirée par la photographie, elle se tourne ensuite vers la réalisation de films.
En 2018, elle réalise le court métrage J'attends Jupiter, avec les acteurs Sarah-Megan Allouch et Alexis Manenti, dans lequel elle interroge les désirs d’une jeune femme voulant faire de la télé-réalité. L'œuvre est sélectionnée au Festival International du court métrage de Clermont Ferrand et sélectionné pour le César du film français.
Un an plus tard, Agathe Riedinger termine le court métrage Ève (2019) sur deux femmes alpha qui aspirent à l'idéal parfait de beauté. La cinéaste aborde le thème de la chirurgie plastique. L'œuvre est incluse dans la sélection des courts métrages européens du Festival du film de Sarajevo l'année de son achèvement.
Agathe Riedinger se fait connaître du public international grâce à son premier long métrage Diamant brut (2024). L'œuvre, dont le rôle principal est tenu par l'actrice amatrice Malou Khebizi, est sélectionné en compétition officielle du 77e Festival du film de Cannes,.
Agathe Riedinger a aussi réalisé des vidéoclips et des films de mode[réf. souhaitée].
En 2024, elle fait partie du jury du Festival du cinéma américain de Deauville.

## Filmographie
- 2014 : Nameless : ER (court métrage)
- 2018 : J'attends Jupiter (court métrage)
- 2018 : Premier Acte (court métrage)
- 2019 : Ève (court métrage)
- 2024 : Diamant brut (long métrage)

## Récompenses
- Prix de la Critique au Festival International du Film Francophone de Namur, compétition première œuvre pour Diamant Brut[8]
- Prix d'Interprétation Féminine pour Malou Khebizi au Festival International du Film Francophone de Namur pour Diamant Brut[8]
- Prix Shafi Abdel Salam du Meilleur Film au Festival International du Film du Caire pour Diamant Brut[9]
- Prix François Chalais Coup de Cœur au Festival de Cannes 2024 pour Diamant Brut[10]
- Prix de la Meilleure Actrice pour Malou Khebizi au Festival International du Film de Stockholm pour Diamant Brut[11]
- Prix Télérama au Festival Plein(s) Écran pour Ève
- Meilleur Film Expérimental au British Independent Film Festival de Londres pour Ève
- Grand Prix au Festival International de Court Métrage et d'animation de Barcelone pour J'attends Jupiter
- Meilleure Actrice au Festival Européen du Film Court de Nice pour Sarah-Megan Allouch pour J'attends Jupiter
- Meilleur Film Expérimental au Ciudad del Este Independent Film Festival pour Premier Acte
- Meilleur Film de Danse et de Mode au Queen Palm International Film Festival de Los Angeles pour Premier Acte

## Nominations
- Festival de Cannes 2024 : 
  - Palme d'Or[12]
  - Grand prix
  - Prix du Jury
  - Prix de la mise en scène
  - Prix du scénario
  - Caméra d'or du Festival de Cannes
- 50e Cérémonie des César : 
  - Meilleur Premier Film[13]
  - Meilleure Révélation Féminine pour Malou Khebizi[14]
- 30e Prix Lumière de la Presse Internationale : 
  - Meilleur Premier Film pour Diamant Brut[15]
  - Meilleure Révélation Féminine pour Malou Khebizi[15]
- Prix Alice-Guy 2025 : 
  - Meilleur Film pour Diamant Brut[16]